# Ridderspoor (Delphinium)
Ridderspoor (Delphinium) is een geslacht uit de ranonkelfamilie (Ranunculaceae). Met de Nederlandse naam ridderspoor wordt tevens het nauw verwante geslacht Consolida bedoeld. De botanische naam Delphinium is afkomstig van het Latijnse woord voor dolfijn, omdat de knoppen van de bloem in de verte iets weg hebben van een dolfijn.
Er zijn zo'n 250 soorten, die voorkomen in de gematigde streken van het noordelijk halfrond. Dit geslacht komt in tegenstelling tot soorten van het geslacht Consolida in de Benelux niet in het wild voor.
De planten uit het geslacht Delphinium hebben diep ingesneden bladeren met drie tot zeven bladdelen. De bloei van deze planten vindt plaats tussen het einde van de lente tot aan het einde van de zomer. De bloempluimen van de riddersporen variëren in lengte van 10 tot 200 cm en staan recht omhoog. De bloem heeft vijf kroonblaadjes en is zeer geliefd bij bijen en hommels. De kleuren van de bloemen kunnen paars, blauw, rood, roze, geel of wit zijn.
De planten houden van een goed doorlatende grond en staan in de zomer graag in de volle zon, en ze zijn bestand tegen koude winters. Ridderspoor is erg gevoelig voor schimmelinfecties als meeldauw.
Ridderspoor is voor de mens bijzonder giftig.
In de oudheid had ridderspoor verschillende medicinale toepassingen, onder meer als laxeermiddel en voor het stoppen van postnatale bloedingen. Plinius de Oudere beval de gestampte zaden van Delphinium staphisagria aan als remedie tegen luizen en schurft en de bloemblaadjes tegen slangenbeten (Naturalis historia, 23.17-18). Bij Dioskorides (4.156 en 3.84) lezen we min of meer gelijkaardige toepassingen, waaronder tegen schorpioenengif. In de middeleeuwen bleef ridderspoor in gebruik tegen luizen, vaak in een ongezonde combinatie met kwik. Ook oogziekten en geelzucht werden ermee bestreden.

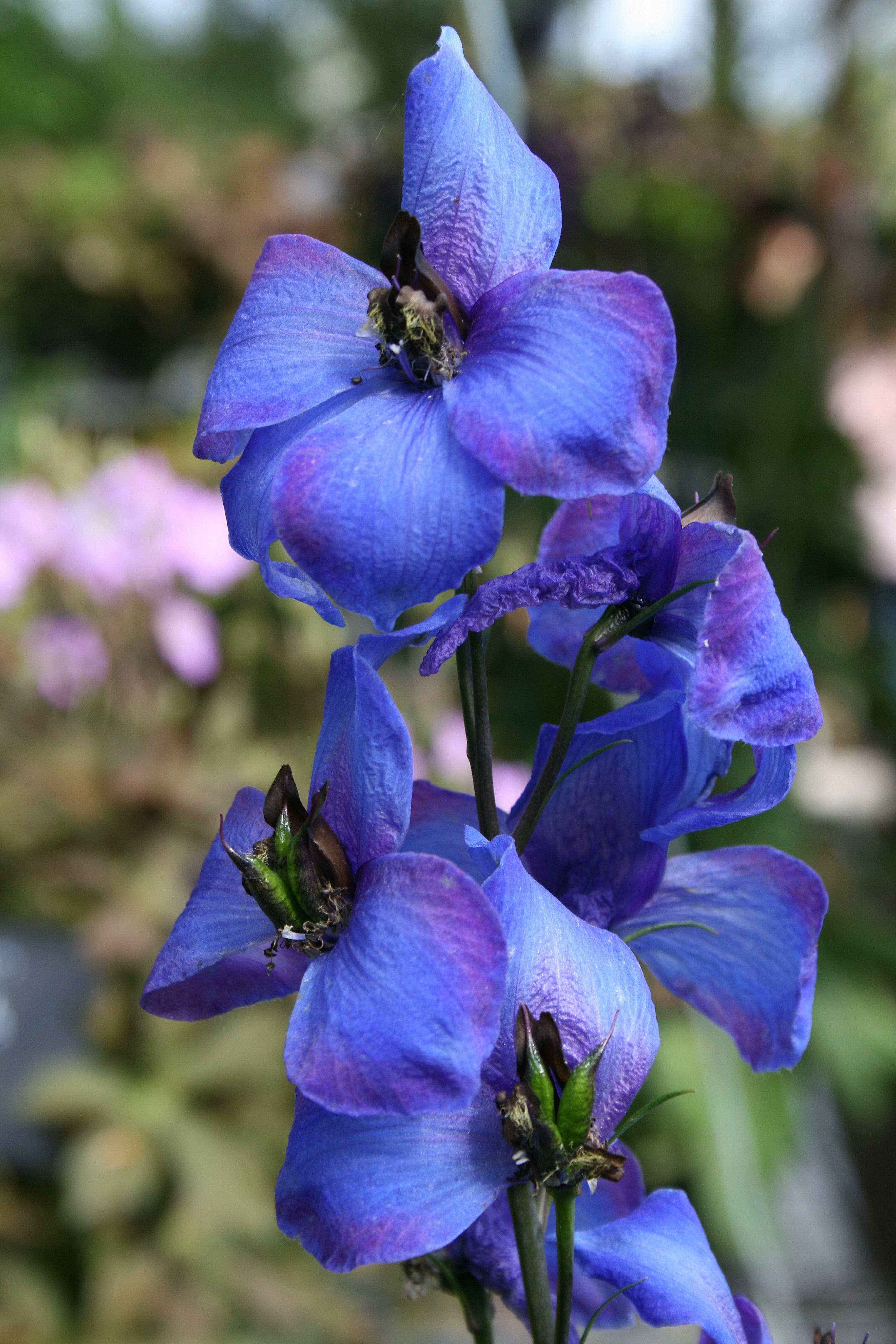
Delphinium elatum
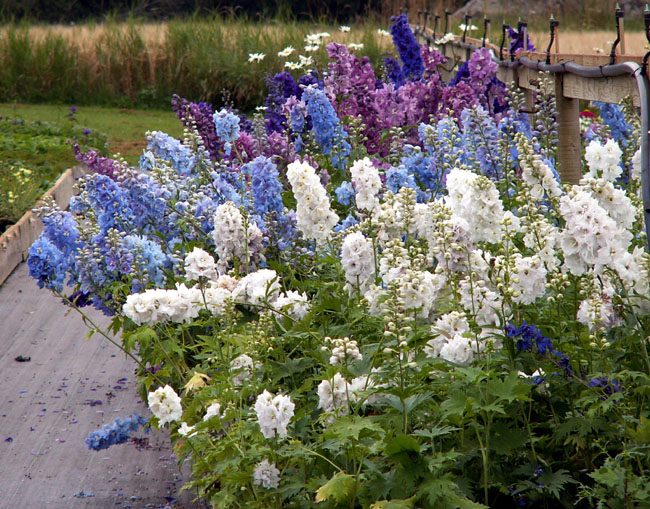
Delphinium 'Magic Fountain', een cultivar
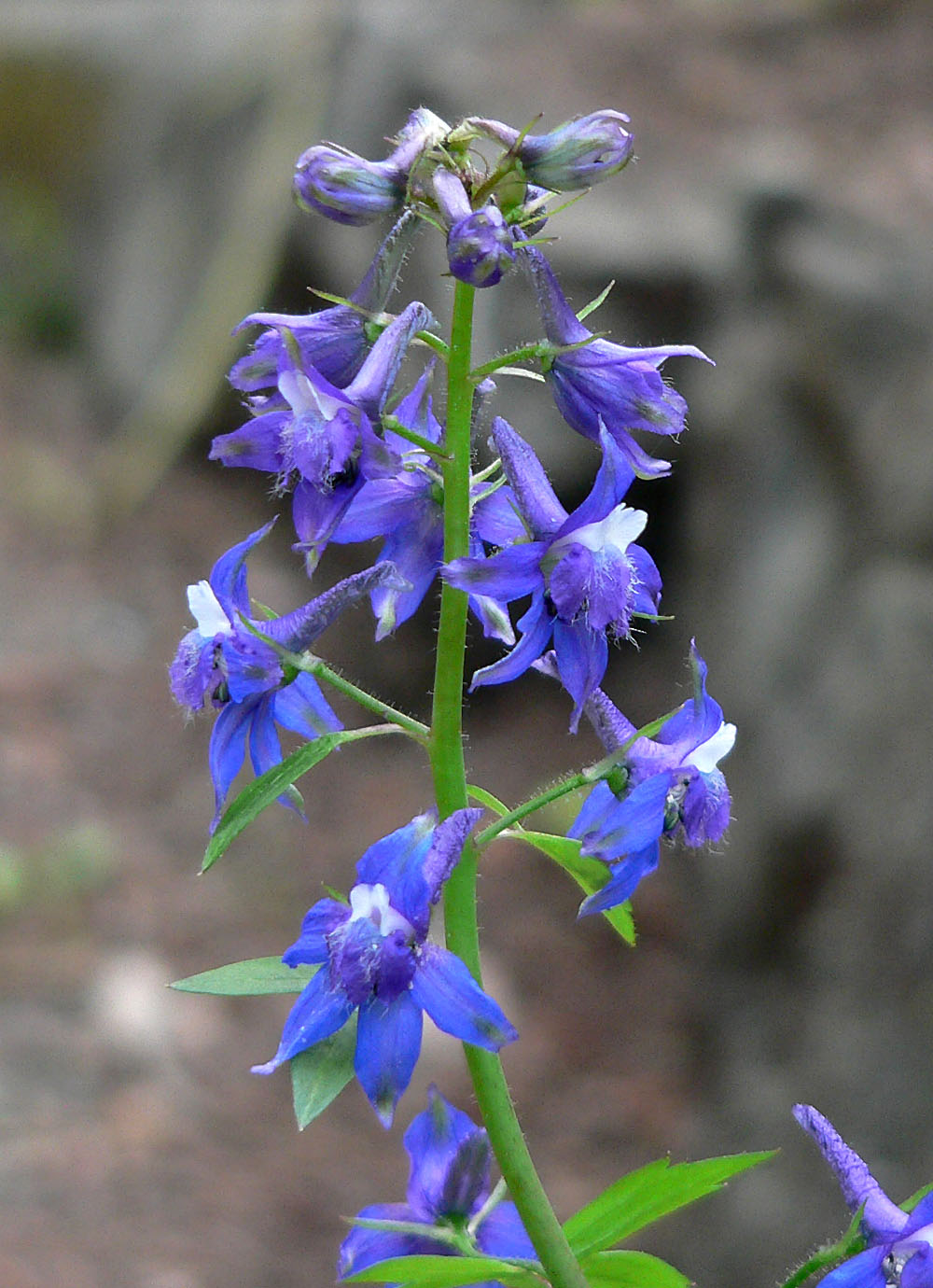
Delphinium bakeri
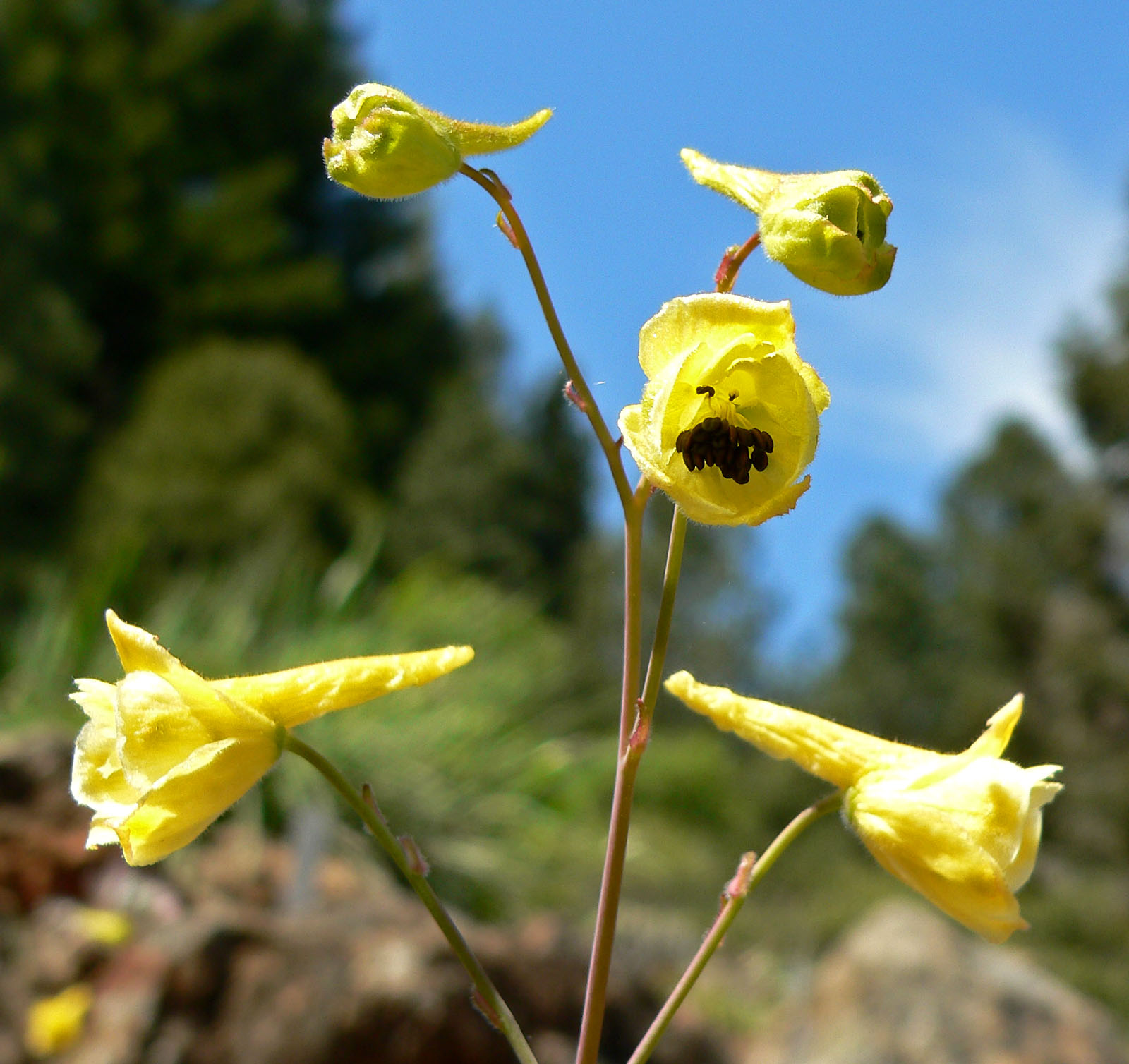
Delphinium luteum

## Voetnoten
1. ↑  Wilhelmina Feemster Jashemski, A Pompeian Herbal. Ancient and Modern Medicinal Plants, 2014, p. 69

... · 
D. bakeri  ·  
D. dubium  ·  
D. elatum (Hoge ridderspoor)  ·  
D. luteum  ·  
D. maderense  ·  
D. montanum (Bergridderspoor)  ·  
...
... · Aconitum (Monnikskap) · Actaea · Adonis · Aquilegia (Akelei) · Anemone (Anemoon) · Caltha (Dotterbloem) · Clematis · Consolida (Ridderspoor) · Delphinium (Ridderspoor) · Eranthis · Helleborus (Nieskruid) · Hepatica · Myosurus · Nigella (Nigelle) · Pulsatilla · Ranunculus (Boterbloem) · Thalictrum (Ruit) · Trollius · ...